# Зіген-Віттгенштайн
Зі́ген-Віттгеншта́йн (нім. Kreis Siegen-Wittgenstein) — район в Німеччині, у складі округу Арнсберг землі Північний Рейн-Вестфалія. Адміністративний центр — місто Зіген.

## Географія
Зіген-Віттгенштайн є найпівденнішим районом Вестфалії. Району характерний гірський рельєф, оскільки він розташований у північно-західній частині Зауерланду. На півночі обмежений височиною Ротгаргебірге, що у дослівному перекладі означає «Червоноволосі пагорби»; на півдні — Вестервальдом. Крім того, це найбільш лісистий район в Німеччині. Територіально він є частиною природного парку Рейнські Сланцеві гори.
Головні річки району: на заході — Зіг; на сході — Лан та Едер.

## Історія
У 1816–1817 роках, після входження герцогства Вестфалія до складу Пруссії два райони Зіген та Віттгенштайн були створені як частина провінції Вестфалія. У 1974 році два райони були об'єднані, а в 1984 році було затверджено сучасну назву.

## Населення
Населення району становить 281585 осіб (2011; 283,6 тисяч в 2010).

## Адміністративний поділ
Район поділяється на 4 комуни (нім. Gemeinden) та 7 міст (нім. Städte):
| № | Комуна/ місто | Площа, км² | Населення, осіб (2011) | Центр         |
| - | ------------- | ---------- | ---------------------- | ------------- |
| 1 | Бурбах        | 79,7       | 14317                  | Бурбах        |
| 2 | Вільнсдорф    | 72,1       | 20615                  | Вільнсдорф    |
| 3 | Ерндтебрюк    | 70,9       | 7144                   | Ерндтебрюк    |
| 4 | Нойнкірхен    | 39,6       | 13576                  | Нойнкірхен    |
| 1 | Бад-Берлебург | 275,3      | 19606                  | Бад-Берлебург |
| 2 | Бад-Лаасфе    | 135,8      | 14222                  | Бад-Лаасфе    |
| 3 | Гільхенбах    | 80,9       | 15394                  | Гільхенбах    |
| 4 | Зіген         | 114,7      | 103370                 | Зіген         |
| 5 | Кройцталь     | 71,0       | 31031                  | Кройцталь     |
| 6 | Нетфен        | 137,4      | 23961                  | Нетфен        |
| 7 | Фройденберг   | 54,5       | 18349                  | Фройденберг   |

## Господарство
В районі високорозвинена галузь лісової промисловості.

## Визначні місця

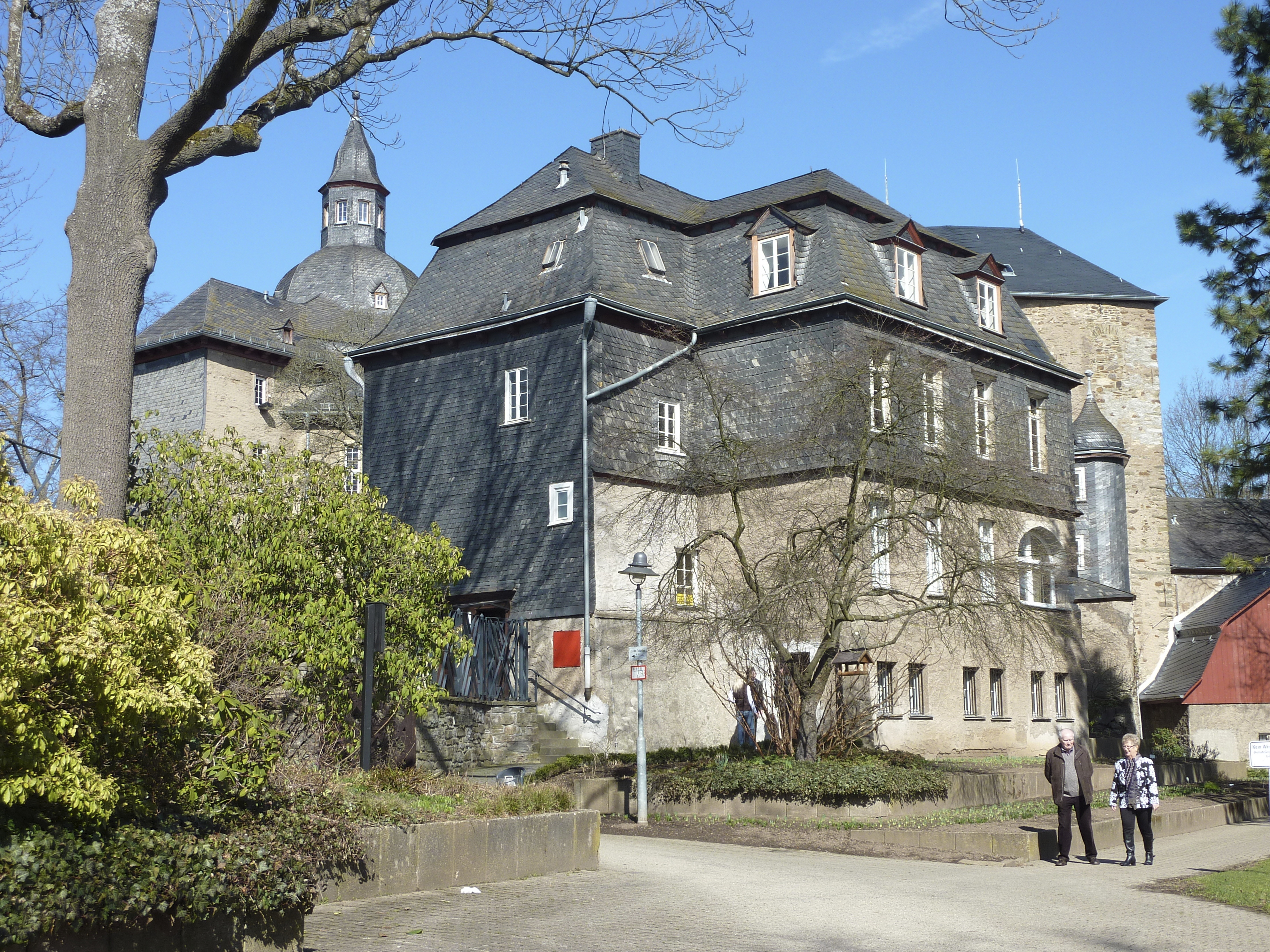
Верхній замок, Зіген

### Верхній замок (Зіген)
Перша документальна згадка про Верхній замок датується 1259 роком. За часів Середньовіччя замок виконував роль родинного гнізда Династії Нассау. З 1905 року тут знаходиться музей Зігерланду. Окрім робіт місцевих художників тут знаходиться велика кількість витворів Пітера Пауля Рубенса — видатного мешканця Зігена. Крім того, тут знаходиться велика кількість портретів членів династій Нассау та Оранської. На верхньому поверсі розташована експозиція, що розповідає про місцевий побут у XIX столітті.

### Нижній замок (Зіген)

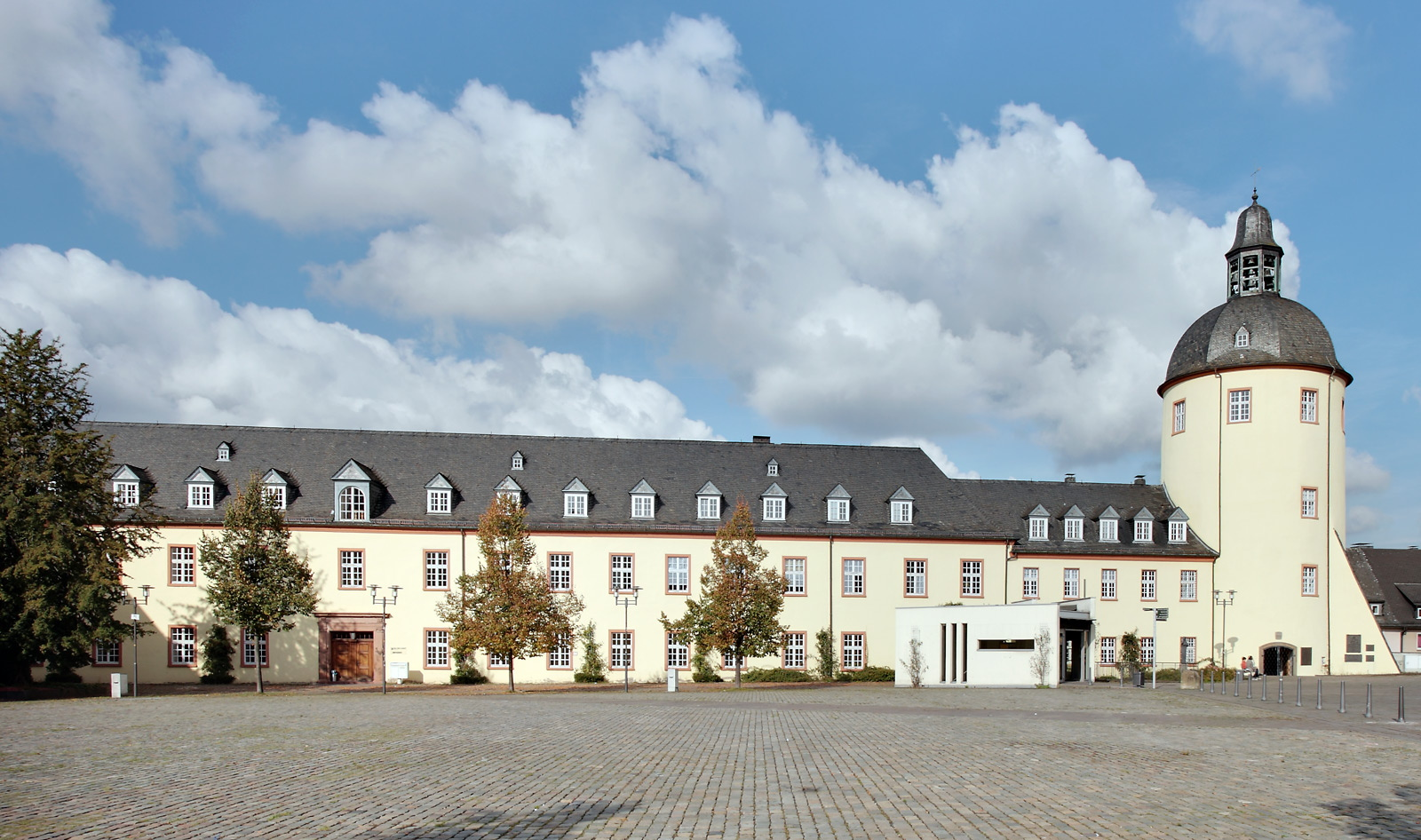
Нижній замок, Зіген

Нижній замок — резиденція протестантської гілки Нассау-Зіген, яку було збудовано наприкінці XVII століття. До наших днів він зберігся майже у первісному стані. Фортеця має правильну прямокутну форму. На «Товстій башті» знаходиться годинник-куранти («баштовий дзвін»). У 1959 році в Зігені на території фортеці було збудовано Меморіал жертвам війни і тиранії. В замку також знаходиться гробниця євангельської гілки Династії Нассау. Сьогодні на території фортеці розташовані урядові адміністративні установи.

### Гінзбург (Гільгенбах)

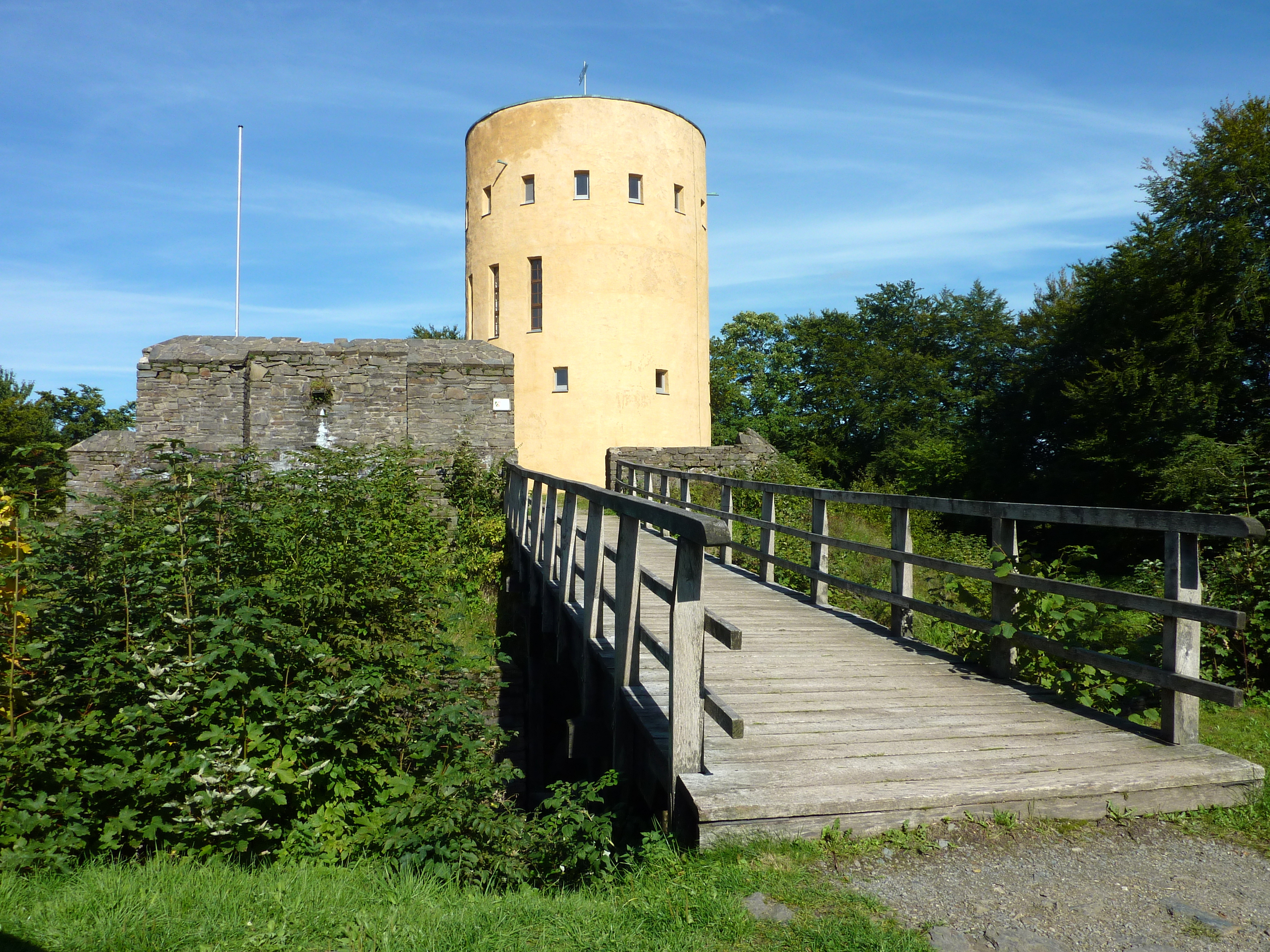
Гінзбург, головна вежа

Фортеця Гінзбург, розташована на вершині пагорбу Гільгенбах, вперше згадується у 1255 році як прикордонне укріплення герцогства Нассау. Фортеця мала історичне значення — саме у ній 1568 року Вільгельм I Оранський розробляв план та керував підготовкою кампанії по визволенню Нідерландів. Гінзбурзький пагорб був місцем зустрічі Третьої армійської групи під командуванням графа Людвіга Нассау. Таким чином, Гінзбург, а точніше, пагорб Гільхенбах, став вихідним пунктом голландської війни за незалежність. До наших днів повністю зберігся лише замок, від решти фортеці залишилися лише руїни.

### Замок Бад-Берлебург

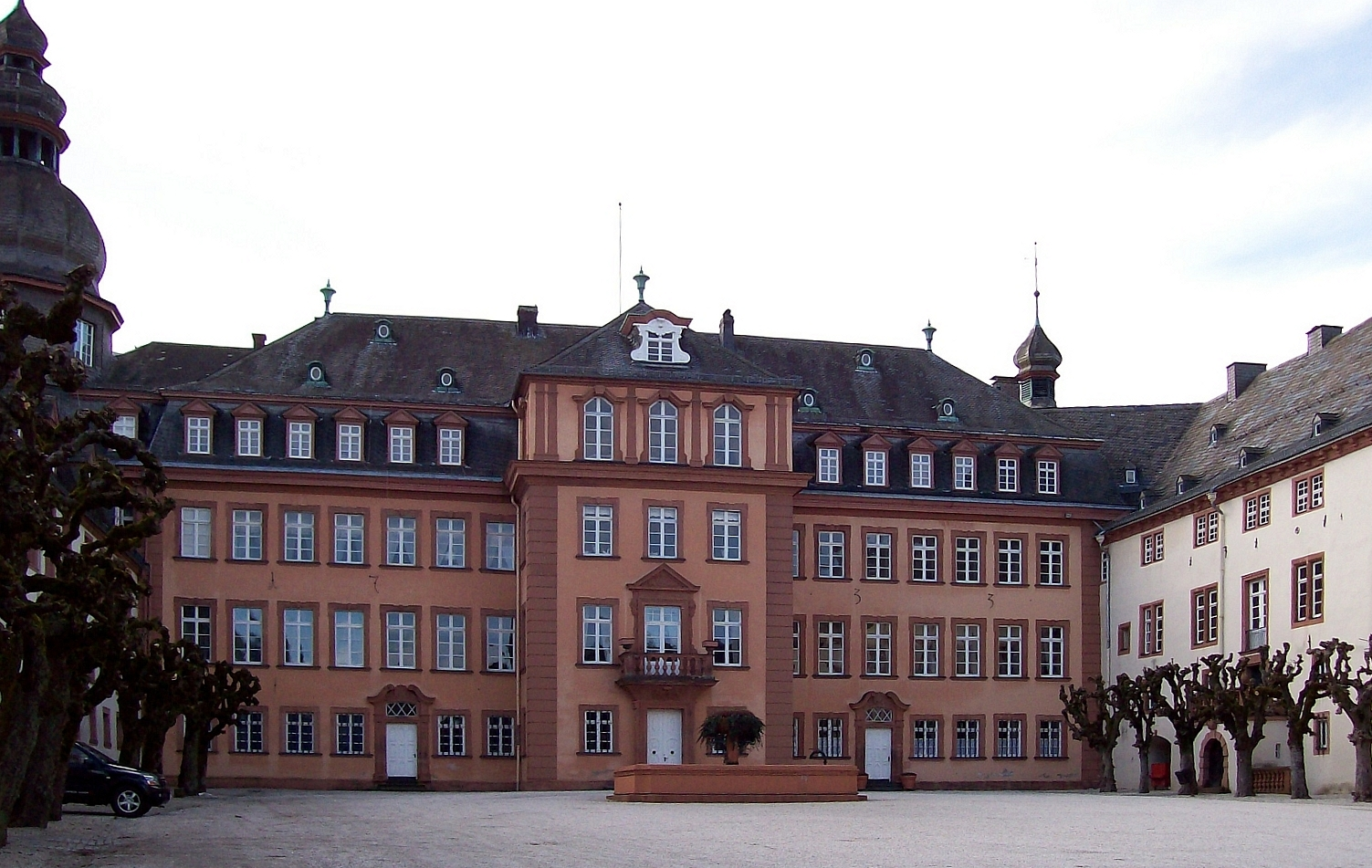
Замок Берлебург

Замок типу рокка було збудовано у ХІІІ столітті. 30 березня 1258 року замок був переданий у володіння графу Зігфріду І та войту Адольфу І Графшафту. По завершенню періоду двовладдя в результаті зречення влади Відекіндом Графшафтським на користь Зігфріда II Віттгенштейна, у 1332 році замок перейшов у володіння останнього. Після смерті останнього представника графського роду Віттгенштейнів замок успадкував його син — Сайн-Віттгенштайн, засновник династії Сайн-Віттгенштайнів.
З 1555 по 1557 роки тривала перебудова двоповерхового північного крила замку; у 1585 році був прибудований ґанок. У 1731–1733 роки, за часів правління графа Казиміра, було прибудоване триповерхове центральне крило (повторно відбудоване у 1902 році). Архітектор Фрідріх фон Тірш, під час реконструкції замку в 1912 році, додав флангові вежі та змінив сходові клітини. Замок в наш час належить сімейству Сайн-Віттгенштайн-Берлебургів. Він використовується як палац-музей, у якому розміщено мисливське спорядження, обмундирування, зброю, скло, порцеляна і частина королівської колекції творів мистецтва.

### Замок Віттгенштайн
Перша згадка про замок «Віденкіндігштайн» датована 1187 роком. Завдяки будівництву цієї фортеці, представники династії Баттенбергів забезпечили свій вплив у районі Віттгенштайн (верхня течія Лану). У 1238 році династія Баттенбергів розділилися на дві гілки: власне Баттенбергів та Віттгенштайнів — нащадків Відекінда І. Замок разом із містом перейшов у володіння Зігфріда І, який відтоді називав себе графом Віттгенштайн.
Зі згасанням роду графів Віттгенштайн по чоловічій лінії в 1359 році замок перейшов до династії Сайн-Віттгенштайн. Під час Тридцятирічної війни, в 1634 році, замок був захоплений та істотно пошкоджений, але згодом відновлений. До 1950 року він служив резиденцією князів Сайн-Віттгенштайн-Гоенштайн. Після перенесення резиденції князів до палацу Шварценау в будівлі замку було розміщено гуртожиток школи-інтернату. Завод був побудований в кілька етапів, без єдиного архітектурного стилю — поєднання ренесансу і бароко.